# Liste der Bodendenkmale in Neuenkirchen (Lüneburger Heide)
In der Liste der Bodendenkmale in Neuenkirchen sind alle Bodendenkmale der niedersächsischen Gemeinde Neuenkirchen (Lüneburger Heide) aufgelistet. Die Quelle ist der Denkmalatlas Niedersachsen. Der Stand der Liste ist der 1. November 2024.

## Allgemein

Neuenkirchen im Heidekreis

In den Spalten finden sich folgende Informationen des Bodendenkmales:
Lagegeographische Koordinaten
BezeichnungBezeichnung lt. Denkmalatlas
BeschreibungBeschreibung lt. Denkmalatlas
IDObjekt-ID
BildBild, ggf. zusätzlich mit Link zu weiteren Fotos im Medienarchiv Wikimedia Commons.

## Behningen
| Lage                        | Bezeichnung                | Beschreibung | ID       | Bild |
| --------------------------- | -------------------------- | --- | -------- | ---- |
| 52° 59′ 44″ N, 9° 39′ 32″ O | Behningen 10, Grabhügel    | Ebenmäßig geformt mit etwas abgeplatteter Oberfläche, Durchmesser ca. 18 m und Höhe ca. 0,8 m. Rand allmählich auslaufend.     | 34821717 | BW   |
| 52° 59′ 48″ N, 9° 42′ 46″ O | Behningen 16, Schnedehügel | Steil geböschten, annähernd runden Erdhügel. Durchmesser ca. 5,5 m, Höhe 0,7 m. In der Mitte, genau auf der Grenze, ein Stein. | 34825635 | BW   |

### Behningen 6
- ID:34820460
- Grabhügelfeld von vier Grabhügeln, ca. 15 m Durchmesser und einer Höhe von 0,7 bis 1,0 m. Der Grabhügel mit der FStNr. 8 ist mit 0,2 m Höhe kaum noch erkennbar.

| Lage                        | Bezeichnung | Beschreibung | ID       | Bild |
| --------------------------- | ----------- | --- | -------- | ---- |
| 52° 59′ 47″ N, 9° 39′ 52″ O | Behningen 6 | Ebenmäßig gewölbt mit abgesetztem Rand, Durchmesser ca. 18 m und Höhe ca. 1 m.                                                | 34821643 | BW   |
| 52° 59′ 48″ N, 9° 39′ 51″ O | Behningen 7 | Abgeplattete Oberfläche und zum Teil abgesetztem, bzw. allmählich auslaufendem Rand, Durchmesser ca. 18 m und Höhe ca. 0,8 m. | 34821675 | BW   |
| 52° 59′ 48″ N, 9° 39′ 50″ O | Behningen 8 | Flach, sanft auslaufender Rand, Durchmesser ca. 9 m und Höhe ca. 0,4 m.                                                       | 34821676 | BW   |
| 52° 59′ 48″ N, 9° 39′ 51″ O | Behningen 9 | Ebenmäßig geformt mit allmählich auslaufendem Rand, Durchmesser ca. 13 m und Höhe ca. 0,7 m. Am Nordrand eingekuhlt.          | 34821716 | BW   |

## Delmsen
| Lage                      | Bezeichnung          | Beschreibung | ID       | Bild |
| ------------------------- | -------------------- | --- | -------- | ---- |
| 53° 2′ 32″ N, 9° 42′ 2″ O | Delmsen 7, Grabhügel | Länglicher Rest, Länge 8 m und Höhe 0,3 m erhalten. Eine große Eingrabung. Oberfläche zerfurcht und unregelmäßig und zum Teil abgeplattet. An den Rändern teilweise abgegraben. | 34823960 | BW   |
| 53° 2′ 9″ N, 9° 42′ 15″ O | Delmsen 36, Burg     | Auf der natürlichen Anhöhe ist eine annähernd rechteckige Anlage von ca. 100 × 70 m Ausdehnung erkennbar, die im Norden, Osten, Westen und Südwesten durch deutliche Geländeabsätze markiert wird. Der Höhenunterschied zum Niederungsgelände beträgt bis zu 3,5 m; wobei das heutige Bachbett des Hahnenbaches noch tiefer eingeschnitten ist. | 34824863 | BW   |

## Gilmerdingen
| Lage                       | Bezeichnung                | Beschreibung | ID       | Bild |
| -------------------------- | -------------------------- | --- | -------- | ---- |
| 53° 2′ 42″ N, 9° 44′ 8″ O  | Gilmerdingen 2, Grabhügel  | Gleichmäßig gewölbt mit sanft abfallendem Rand, Durchmesser ca. 14 m und Höhe ca. 0,6 m.                                                                       | 34824626 | BW   |
| 53° 2′ 42″ N, 9° 44′ 7″ O  | Gilmerdingen 3, Grabhügel  | Abgeplattet mit flach auslaufendem Rand, Durchmesser ca. 8 m und Höhe ca. 0,15 m. In der Mitte eine flache Eindellung.                                         | 34824627 | BW   |
| 53° 2′ 40″ N, 9° 44′ 7″ O  | Gilmerdingen 4, Grabhügel  | Gleichmäßig gewölbt mit leichten Eindellungen, Durchmesser ca. 15 m und Höhe ca. 0,5 m. Von Nordnordost nach Südsüdwest durch 2 m breiten Graben zerschnitten. | 34824628 | BW   |
| 53° 2′ 39″ N, 9° 44′ 6″ O  | Gilmerdingen 5, Grabhügel  | Ebenmäßig geformt, Mitte abgeflacht, Rand gut abgesetzt, Durchmesser ca. 16 m und Höhe ca. 0,5 m.                                                              | 34824735 | BW   |
| 53° 2′ 39″ N, 9° 44′ 6″ O  | Gilmerdingen 8, Grabhügel  | Ehemals annähernd runde Form, Durchmesser ca. 15 m und Höhe ca. 0,5 m. Im Norden von Weg mit Graben angeschnitten.                                             | 34824822 | BW   |
| 53° 1′ 43″ N, 9° 45′ 58″ O | Gilmerdingen 22, Grabhügel | Flache, runde Kuppe mit verwaschenen Kanten, Durchmesser ca. 11 m und Höhe ca. 0,4 m.                                                                          | 34825255 | BW   |
| 53° 1′ 35″ N, 9° 44′ 40″ O | Gilmerdingen 28, Grabhügel | Flach und verwaschen, Durchmesser ca. 11 m und Höhe ca. 0,3 m.                                                                                                 | 34825462 | BW   |
| 53° 1′ 35″ N, 9° 44′ 38″ O | Gilmerdingen 29, Grabhügel | Verwaschen, flach, Durchmesser ca. 8 m und Höhe ca. 0,2 m. Oberfläche zum Teil durch Rodungsarbeiten zerstört und abgeplattet.                                 | 34825463 | BW   |
| 53° 1′ 36″ N, 9° 44′ 35″ O | Gilmerdingen 30, Grabhügel | Verwaschen, flach, Durchmesser ca. 12 m und Höhe ca. 0,25 m. Oberfläche abgeplattet.                                                                           | 34825464 | BW   |
| 53° 1′ 43″ N, 9° 44′ 15″ O | Gilmerdingen 32, Grabhügel | Verwaschen und abgeplattet, Durchmesser ca. 14 m und Höhe ca. 0,4 m. Im Südosten durch alten Heideweg in Richtung Nordost-Südwest angeschnitten.               | 34825618 | BW   |
| 53° 1′ 46″ N, 9° 44′ 14″ O | Gilmerdingen 34, Grabhügel | Gleichmäßig mit gut abgesetzten Rändern, Durchmesser ca. 12 m und Höhe ca. 0,7 m. Am nordöstlichen Rand ein alter Hohlweg.                                     | 34825804 | BW   |
| 53° 2′ 33″ N, 9° 44′ 55″ O | Gilmerdingen 45, Grabhügel | Verwaschen mit flach auslaufendem Rand, Durchmesser ca. 10 m und Höhe ca. 0,25 m. Durch das Abschieben von Erde beschädigt.                                    | 34820542 | BW   |
| 53° 2′ 33″ N, 9° 44′ 57″ O | Gilmerdingen 46, Grabhügel | | 34820543 | BW   |
| 53° 1′ 49″ N, 9° 45′ 25″ O | Gilmerdingen 60, Grabhügel | Stark zerwühlt, mit etlichen alten Eingrabungen und allmählich auslaufendem Rand, Durchmesser ca. 14 m und Höhe ca. 0,5 m.                                     | 34820816 | BW   |

### Gilmerdingen 10
- ID:34824449
- Das Grabhügelfeld umfasst ehemals insgesamt 18 Grabhügel. In der Gemarkung Gilmerdingen sind Grabhügel mit Durchmesser von 10 – 18 m und Höhe von 0,4 – 1,4 m erhalten.  Die Wallanlage Gilmerdingen ist im Gelände nicht mehr erkennbar. Grabhügel in der Gemarkung Gilmerdingen sind durch Ausgrabung zerstört worden.

| Lage                       | Bezeichnung     | Beschreibung | ID       | Bild |
| -------------------------- | --------------- | --- | -------- | ---- |
| 53° 2′ 12″ N, 9° 46′ 36″ O | Gilmerdingen 11 | Im Südosten angeschnitten und alt abgetragen. An Oberfläche mehrere Eindellungen, Durchmesser ca. 13 m und Höhe ca. 0,4 m.                        | 34824972 | BW   |
| 53° 2′ 14″ N, 9° 46′ 27″ O | Gilmerdingen 15 | Gleichmäßig gewölbt mit flach auslaufenden Rändern, Durchmesser ca. 14 m und Höhe ca. 0,6 m. In der Mitte alte Grabung mit freiliegenden Steinen. | 34825066 | BW   |
| 53° 2′ 13″ N, 9° 46′ 29″ O | Gilmerdingen 16 | Flache, länglicheKuppe und sanft auslaufenden Kanten in Nord-Süd-Richtung, Größe ca. 15 × 20 m und Höhe ca. 0,8 m.                                | 34825067 | BW   |
| 53° 2′ 9″ N, 9° 46′ 28″ O  | Gilmerdingen 18 | Ebenmäßig gewölbt, leicht abgeplattet mit deutlich abgesetztem Rand, Durchmesser ca. 13 m und Höhe ca. 0,7 m.                                     | 34825138 | BW   |
| 53° 2′ 9″ N, 9° 46′ 26″ O  | Gilmerdingen 19 | Im Südsüdosten durch Weg in Richtung Nordnordost-Südsüdwest angeschnitten, Durchmesser ca. 13 m und Höhe ca. 0,5 m, zentrale Eingrabung.          | 34825193 | BW   |
| 53° 2′ 7″ N, 9° 46′ 30″ O  | Gilmerdingen 21 | Abgeplattete Oberfläche und Eingrabungen, Durchmesser ca. 19 m und Höhe ca. 1 m.                                                                  | 34825195 | BW   |
| 53° 2′ 14″ N, 9° 46′ 27″ O | Gilmerdingen 51 | Flach, verwaschene Kuppe, Durchmesser ca. 9 m und Höhe ca. 0,1 m.                                                                                 | 34820602 | BW   |
| 53° 2′ 11″ N, 9° 46′ 25″ O | Gilmerdingen 52 | Ebenmäßig gewölbt mit deutlich abgesetztem Rand, Durchmesser ca. 19 m und Höhe ca. 1,4 m.                                                         | 34820603 | BW   |
| 53° 2′ 11″ N, 9° 46′ 26″ O | Gilmerdingen 54 | Durch Weg ca. ein Viertel abgetragen. Grabhügelrest: Maße 11 × 9 m, Höhe 0,4 m.                                                                   | 34820640 | BW   |
| 53° 2′ 14″ N, 9° 46′ 26″ O | Gilmerdingen 77 | Gleichmäßig gewölbter Grabhügel, Ränder scharf abgesetzt, Durchmesser ca. 14 m und Höhe ca. 0,5 m.                                                | 34821257 | BW   |

### Gilmerdingen 23
- ID:34824583
- Das Grabhügelfeld umfasst vier Grabhügel, die mit einem Durchmesser von 11 bis 15 m und einer Höhe von 0,6 bis 0,8 m obertägig erhalten sind.

| Lage                       | Bezeichnung     | Beschreibung | ID       | Bild |
| -------------------------- | --------------- | --- | -------- | ---- |
| 53° 1′ 26″ N, 9° 46′ 23″ O | Gilmerdingen 23 | Unregelmäßige Oberfläche und allmählich auslaufendem Rand, Durchmesser ca. 15 m und Höhe ca. 0,8 m.                                                                          | 34825256 | BW   |
| 53° 1′ 24″ N, 9° 46′ 25″ O | Gilmerdingen 24 | Allmählich abgeplattete Mitte und allmählich auslaufendem Rand, in verwaschener Form. Durch alte Aufforstung von Weg abgeschnitten. Durchmesser ca. 17 m und Höhe ca. 0,4 m. | 34825257 | BW   |
| 53° 1′ 24″ N, 9° 46′ 22″ O | Gilmerdingen 25 | Verwaschene, unregelmäßige Oberfläche, Durchmesser ca. 19 m und Höhe ca. 0,3 m.                                                                                              | 34825327 | BW   |
| 53° 1′ 23″ N, 9° 46′ 25″ O | Gilmerdingen 26 | Mit weite Eindellung in der Mitte,Rand allmählich abfallend, Durchmesser ca. 20 m und Höhe ca. 0,5 m.                                                                        | 34825328 | BW   |

### Gilmerdingen 38
- ID:34825454
- Gruppe von zehn Grabhügeln, Durchmesser 7 – 18 m und Höhen 0,4 – 0,8 m, obertägig erhalten.

| Lage                       | Bezeichnung     | Beschreibung | ID       | Bild |
| -------------------------- | --------------- | --- | -------- | ---- |
| 53° 2′ 26″ N, 9° 44′ 42″ O | Gilmerdingen 38 | Gut abgesetzter Nordrand, Durchmesser ca. 14 m und Höhe ca. 0,6 m. Im Westen in eine Bodenwelle übergehend. Von Pflanzfurchen in Richtung Ost-West durchzogen.                                                                     | 34825838 | BW   |
| 53° 2′ 25″ N, 9° 44′ 44″ O | Gilmerdingen 39 | Unregelmäßig mit sanft abfallendem, im Norden verwaschenem Rand, Größe: 9 × 12 m (Ost-West gerichtet) und Höhe ca. 0,5 m. Pflanzfurchen verlaufen in Richtung Südwest-Nordost.                                                     | 34826025 | BW   |
| 53° 2′ 25″ N, 9° 44′ 45″ O | Gilmerdingen 40 | Mit sanft auslaufendem, teilweise etwas verwaschenen Rand, ca. 15 × 21 m (Ost-West gerichtet) und Höhe ca. 0,7 m. | 34826026 | BW   |
| 53° 2′ 25″ N, 9° 44′ 48″ O | Gilmerdingen 41 | Ebenmäßig geformt mit gut abgesetztem Rand, Durchmesser ca. 19 m und Höhe ca. 0,7 m. | 34826027 | BW   |
| 53° 2′ 26″ N, 9° 44′ 46″ O | Gilmerdingen 42 | Leicht oval, Größe 15 × 10 m (Ost-West gerichtet) und Höhe 0,8 m. Oberfläche schwach gewölbt, mit flachen Eindellungen. Rand sanft auslaufend, teilweise verwaschen. In den Pflanzfurchen etliche kopfgroße Steine. Kaninchenbaue. | 34826184 | BW   |
| 53° 2′ 27″ N, 9° 44′ 46″ O | Gilmerdingen 43 | Verwaschene Oberfläche, Ränder flach auslaufend, Durchmesser ca. 12 m und Höhe ca. 0,4 m. Im Süden durch in Richtung Ost-West verlaufenden Weg angeschnitten.                                                                      | 34826185 | BW   |
| 53° 2′ 29″ N, 9° 44′ 47″ O | Gilmerdingen 44 | Flach, abgeplattet mit flach auslaufendem Rand, Durchmesser ca. 15 m und Höhe ca. 0,5 m. | 34826186 | BW   |
| 53° 2′ 26″ N, 9° 44′ 44″ O | Gilmerdingen 73 | Flach und rund mit sanft auslaufendem Rand, Durchmesser ca. 12 m und Höhe ca. 0,5 m. Von Pflanzfurchen in Richtung Ost-West durchzogen.                                                                                            | 34821106 | BW   |
| 53° 2′ 25″ N, 9° 44′ 43″ O | Gilmerdingen 74 | Flach mit sanft auslaufendem Rand. Durchmesser ca. 8 m und Höhe ca. 0,5 m. Von Pflanzfurchen in Richtung Ost-West überzogen. | 34821189 | BW   |
| 53° 2′ 27″ N, 9° 44′ 48″ O | Gilmerdingen 75 | Verwaschen, flach auslaufende Kuppe, Durchmesser ca. 6 m und Höhe ca. 0,2 m. | 34821190 | BW   |

### Gilmerdingen 66
- ID:34825659
- Gruppe von sieben Grabhügeln. Diese sind überwiegend mit Durchmessern von 12 bis 26 m und Höhen von 0,5 bis 1,2 m obertägig erhalten. Am Rande des Grabhügelfeldes eine verschliffene Wegespur.

| Lage                       | Bezeichnung     | Beschreibung | ID       | Bild |
| -------------------------- | --------------- | --- | -------- | ---- |
| 53° 1′ 45″ N, 9° 43′ 28″ O | Gilmerdingen 66 | Mit zahlreichen alten Eingrabungen in der Mitte und abgesetztem Rand, Durchmesser ca. 29 m und Höhe ca. 1,2 m. Der Nordrand wird von alter Wegespur (FStNr. 2) von Nordwest nach Südost angeschnitten.                                             | 34820935 | BW   |
| 53° 1′ 44″ N, 9° 43′ 30″ O | Gilmerdingen 67 | Mit allmählich auslaufendem Rand, 15 × 17 Meter (Nordwest-Südost gerichtet) und Höhe ca. 1 m. Bei Aufforstungsarbeiten mehrfach breit überpflügt von Ostnordost nach Westsüdwest. Über den Südostrand Schneise in Richtung Ostnordost-Westsüdwest. | 34820936 | BW   |
| 53° 1′ 42″ N, 9° 43′ 29″ O | Gilmerdingen 68 | Verwaschen mit verwaschenen und flach auslaufendem Rand, Durchmesser ca. 15 m und Höhe ca. 0,8 m. Quer überweg führt eine alte, gepflügte Schneise in Richtung Ostnordost-Westsüdwest.                                                             | 34820998 | BW   |
| 53° 1′ 44″ N, 9° 43′ 35″ O | Gilmerdingen 69 | Mit nach Nordwest und Südost abgesetztem, sonst allmählich auslaufendem Rand, Durchmesser ca. 13 m und Höhe ca. 0,5 m. | 34820999 | BW   |
| 53° 1′ 41″ N, 9° 43′ 33″ O | Gilmerdingen 71 | Rundlicher Grabhügel mit nach Süden abgesetztem Rand, von Ostnordost nach Westsüdwest eine alte, breite Aufforstungsfurche. AndereRänder allmählich auslaufend. Durchmesser ca. 12 m und Höhe ca. 0,3 m.                                           | 34821105 | BW   |
| 53° 1′ 41″ N, 9° 43′ 33″ O | Gilmerdingen 72 | Mit alter, weiter Eingrabung in der Mitte, Rand durch Aufforstungsspuren verwaschen. Zum Teil in natürlichen Hang übergehend. Durchmesser ca. 9 m und Höhe ca. 0,2 m.                                                                              | 34821104 | BW   |

## Ilhorn
| Lage                       | Bezeichnung          | Beschreibung | ID       | Bild |
| -------------------------- | -------------------- | --- | -------- | ---- |
| 53° 2′ 41″ N, 9° 46′ 16″ O | Ilhorn 1, Grabhügel  | Gleichmäßig gewölbt, eine leichte Einsenkung in der Mitte, Durchmesser ca. 12 m und Höhe ca. 0,4 m. Ränder gut abgesetzt, im Nordwesten allmählich auslaufend.                                              | 34822480 | BW   |
| 53° 2′ 36″ N, 9° 46′ 10″ O | Ilhorn 2, Grabhügel  | Durch Rodungsarbeiten sehr verwaschen mit flach auslaufendem Rand, Durchmesser ca. 17 m und Höhe ca. 0,35 m.                                                                                                | 34822522 | BW   |
| 53° 2′ 27″ N, 9° 46′ 11″ O | Ilhorn 13, Grabhügel | Unregelmäßig, oval, verwaschen mit leicht gewölbter Kuppe und auslaufenden Rändern, Größe ca. 11 × 15 m (Nordwest-Südost gerichtet) und Höhe ca. 0,25 m. Im Südwesten durch Gemarkungsgraben angeschnitten. | 34822779 | BW   |
| 53° 3′ 16″ N, 9° 44′ 40″ O | Ilhorn 26, Grabhügel | Abgeplattete Mitte und zentrale Eingrabung, Durchmesser ca. 10 m und Höhe ca. 0,6 m. Im Nordwesten Übergang in eine Miete. Rand deutlich abgesetzt. Südrand durch Feldweg abgetragen.                       | 34823038 | BW   |
| 53° 3′ 22″ N, 9° 44′ 41″ O | Ilhorn 30, Grabhügel | Klein, flach mit sanft auslaufendem Rand, Durchmesser ca. 7 m und Höhe ca. 0,3 m. Einige kleine Vertiefungen.                                                                                               | 34823063 | BW   |

### Ilhorn 3
- ID:34822372
- Bei dem Grabhügelfeld handelt es sich um mindestens neun erhaltene sowie weiteren fraglichen bzw. zerstörten Grabhügel. In diesem Bereich auch Reste einer Wüstung mit zwei Brunnen, einem Ofenrest oder Herdstelle sowie Wegespuren  und ein Wölbackerfeld. Ferner liegen Lesefunde vor.

| Lage                       | Bezeichnung                    | Beschreibung | ID       | Bild |
| -------------------------- | ------------------------------ | --- | -------- | ---- |
| 53° 2′ 28″ N, 9° 46′ 25″ O | Ilhorn 4                       | Durchmesser ca. 15 m und Höhe 0,6 m. Über den Grabhügel verläuft ein Waldweg. | 34822649 | BW   |
| 53° 2′ 27″ N, 9° 46′ 26″ O | Ilhorn 5, Teil einer Siedlung  | Der Brunnen ist trichterförmig, Durchmesser von 2,5 m und 1,2 m tief. Mit Schutt ausgefüllt. Mit der Sonde ist ein Steinkranz in ca. 0,6 m Tiefe tastbar. Brunnen auch im Sommer wasserführend.        | 34822650 | BW   |
| 53° 2′ 26″ N, 9° 46′ 25″ O | Ilhorn 6                       | Rundlich mit unregelmäßiger Oberfläche, Durchmesser ca. 7 m und Höhe ca. 0,25 m. Rand sanft abfallend.                                                                                                 | 34822651 | BW   |
| 53° 2′ 25″ N, 9° 46′ 26″ O | Ilhorn 7                       | Mit viereckiger Eingrabung in der Mitte, Durchmesser ca. 18 m und Höhe ca. 1 m. Rand zergraben, verwaschen und unregelmäßig abfallend. Auf der Nordseite eine Steinpackung.                            | 34822712 | BW   |
| 53° 2′ 24″ N, 9° 46′ 25″ O | Ilhorn 8                       | Gleichmäßig gewölbt mit sanft abfallenden Rändern, Durchmesser ca. 12 m und Höhe ca. 0,5 m. | 34822713 | BW   |
| 53° 2′ 23″ N, 9° 46′ 25″ O | Ilhorn 9                       | Gleichmäßig gewölbt mit sanft abfallendem Rand, Durchmesser ca. 15 m und Höhe ca. 0,6 m. | 34822714 | BW   |
| 53° 2′ 29″ N, 9° 46′ 26″ O | Ilhorn 14                      | Oval, 10 × 15 m (Nord-Süd gerichtet) und Höhe ca. 0,3 m. Ränder sind durch die Lage in einem alten Ackerbeet verwaschen, aber flach auslaufend.                                                        | 34822780 | BW   |
| 53° 2′ 29″ N, 9° 46′ 30″ O | Ilhorn 15                      | Rund gleichmäßig gewölbt mit flach auslaufendem Rand, Durchmesser ca. 11 m und Höhe ca. 0,5 m. | 34822781 | BW   |
| 53° 2′ 30″ N, 9° 46′ 29″ O | Ilhorn 36                      | Oval, in der Oberfläche leicht eingedellt, ca. 11 × 7 m (Ost-West gerichtet)und Höhe ca. 0,45 m. | 34823355 | BW   |
| 53° 2′ 27″ N, 9° 46′ 30″ O | Ilhorn 37                      | Abgeflachte Oberfläche, in der Mitte Einsenkung, Durchmesser ca. 19 m und Höhe ca. 0,8 m, quer über die Mitte in Richtung Ost-West Wegespur. Rand im Süden abgesetzt, im Norden allmählich auslaufend. | 34823356 | BW   |
| 53° 2′ 32″ N, 9° 46′ 35″ O | Ilhorn 38, Teil einer Siedlung | Der Brunnen hat eine trichterförmige Eintiefung, Durchmesser 4 m und Tiefe ca. 1 m. Am Rand ein schwacher Wall.                                                                                        | 34823357 | BW   |
| 53° 2′ 31″ N, 9° 46′ 31″ O | Ilhorn 46, Töpferofen          | Die sichtbare Bodenerhöhung hat einen Durchmesser ca. 4 m und Höhe ca. 0,3 m. Im Zentrum ein Grabungsloch mit trockenem Boden und feuerrissigen Granitsteinen.                                         | 34823662 | BW   |

## Neuenkirchen
| Lage                       | Bezeichnung                | Beschreibung | ID       | Bild |
| -------------------------- | -------------------------- | --- | -------- | ---- |
| 53° 0′ 1″ N, 9° 43′ 29″ O  | Neuenkirchen 5, Grabhügel  | Ebenmäßig gewölbt mit sanft auslaufendem Rand, Durchmesser ca. 15 m und Höhe ca. 1 m. Tiefe Pflanzfurchen in Richtung Ost-West.                                                                    | 34826054 | BW   |
| 53° 0′ 0″ N, 9° 43′ 28″ O  | Neuenkirchen 6, Grabhügel  | Ebenmäßig gewölbte mit sanft auslaufendem Rand, Durchmesser ca. 12 m und Höhe ca. 0,9 m. Tiefe Pflanzfurchen in Richtung Ost-West.                                                                 | 34826055 | BW   |
| 53° 1′ 22″ N, 9° 42′ 42″ O | Neuenkirchen 7, Grabhügel  | Ebenmäßig gewölbt mit leicht verwaschenen Rändern, Durchmesser ca. 8 m und Höhe ca. 0,35 m. Durch alte Pflanzfurchen gestört.                                                                      | 34826129 | BW   |
| 53° 1′ 20″ N, 9° 42′ 38″ O | Neuenkirchen 8, Grabhügel  | Abgeplattet, von alten Pflanzfurchen eingeschnitten, Durchmesser ca. 12 m und Höhe ca. 0,4 Meter.                                                                                                  | 34826130 | BW   |
| 53° 1′ 6″ N, 9° 42′ 11″ O  | Neuenkirchen 14, Grabhügel | Mit muldenförmiger Eintiefung in der Mitte und allmählich auslaufendem Rand, Durchmesser ca. 18 m und Höhe ca. 0,6 m.                                                                              | 34820388 | BW   |
| 53° 0′ 54″ N, 9° 42′ 4″ O  | Neuenkirchen 17, Grabhügel | Abgeplattet mit vielen Eintiefungen, Durchmesser ca. 18 m und Höhe ca. 1 m. Rand gut abgesetzt. Am Nordwestrand von Feldweg angeschnitten.                                                         | 34820416 | BW   |
| 53° 0′ 23″ N, 9° 41′ 38″ O | Neuenkirchen 28, Grabhügel | Gleichmäßig gewölbt und steil aufragend, mit einer alten flachen rechteckigen Eingrabung im Nordosten, Durchmesser ca. 26 m und Höhe ca. 1,8 m. Am Südrand drei mittelgroße Findlinge freiliegend. | 34820755 | BW   |
| 53° 1′ 29″ N, 9° 40′ 25″ O | Neuenkirchen 30, Grabhügel | Ehemals rund, am Südrand zu ca. 1/4 eingeebnet, Durchmesser ca. 18 m und Höhe ca. 0,6 m. | 34820900 | BW   |
| 53° 1′ 33″ N, 9° 40′ 14″ O | Neuenkirchen 32, Grabhügel | Abgeplattete Kuppe und gut abgesetzten Rändern, Durchmesser ca. 13 m und Höhe ca. 0,9 m. | 34820911 | BW   |
| 53° 1′ 38″ N, 9° 40′ 33″ O | Neuenkirchen 35, Grabhügel | Ebenmäßig mit schwacher Kuppe, Durchmesser ca. 15 m und Höhe ca. 0,5 m. Quer von Ost nach West verlaufen tiefe, grabenartige, alte Pflanzfurchen. Ränder abgesetzt.                                | 34821037 | BW   |
| 53° 1′ 46″ N, 9° 41′ 17″ O | Neuenkirchen 37, Grabhügel | Abgeflachte Mitte und flach auslaufendem Westrand, übrige Ränder allmählich auslaufend, Durchmesser ca. 11 m und Höhe ca. 0,3 m.                                                                   | 34821039 | BW   |

### Neuenkirchen 19
- ID:34821028
- Bei dem Grabhügelfeld handelt es sich um eine Gruppe von ehemals zehn Grabhügeln. Ihre Größe: Durchmesser 10 – 15 m, mit Höhen 0,8 – 1,1 m.

| Lage                       | Bezeichnung     | Beschreibung | ID       | Bild |
| -------------------------- | --------------- | --- | -------- | ---- |
| 53° 0′ 38″ N, 9° 41′ 29″ O | Neuenkirchen 19 | Ebenmäßig gewölbt mit leicht abgeflachter Kuppe und abgesetztem Rand, Durchmesser ca. 15 m und Höhe ca. 1 m. Im Randbereich ein ringförmiger Graben.                                  | 34820468 | BW   |
| 53° 0′ 38″ N, 9° 41′ 30″ O | Neuenkirchen 20 | Steil und ebenmäßig gewölbt, Durchmesser ca. 13 m und Höhe ca. 0,9 m. Durch Pflanzfurchen gestört.                                                                                    | 34820469 | BW   |
| 53° 0′ 37″ N, 9° 41′ 32″ O | Neuenkirchen 21 | Ebenmäßig gewölbt, Durchmesser ca. 14 m und Höhe ca. 1 m, durch Pflanzfurchen gestört.                                                                                                | 34820563 | BW   |
| 53° 0′ 36″ N, 9° 41′ 33″ O | Neuenkirchen 22 | Ebenmäßig gewölbt mit abgesetztem Rand, Durchmesser ca. 18 m und Höhe ca. 1,1 m. Ränder durch Rodungsfahrzeuge beschädigt.                                                            | 34820564 | BW   |
| 53° 0′ 36″ N, 9° 41′ 31″ O | Neuenkirchen 23 | Mit schwach gewölbter Kuppe und sanft auslaufendem Rand, Durchmesser ca. 15 m und Höhe ca. 1 m. Durch Pflanzfurchen gestört. Eingrabung am Nordrand.                                  | 34820565 | BW   |
| 53° 0′ 35″ N, 9° 41′ 31″ O | Neuenkirchen 25 | Annähernd rund, am Nordostrand eine Eingrabung, Durchmesser ca. 13 m und Höhe ca. 1,0 m. Ränder durch Kaninchenbaue und kleinere Eingrabungen verwaschen, dennoch zum Teil abgesetzt. | 34820686 | BW   |
| 53° 0′ 34″ N, 9° 41′ 29″ O | Neuenkirchen 26 | Rundlich mit kleiner kräftiger Kuppe und deutlich abgesetztem Rand, Durchmesser ca. 15 m und Höhe ca. 0,8 m. Am Südostrand eine alte Eingrabung mit Felssteinen.                      | 34820687 | BW   |

## Sprengel
| Lage                       | Bezeichnung            | Beschreibung | ID       | Bild |
| -------------------------- | ---------------------- | --- | -------- | ---- |
| 53° 3′ 12″ N, 9° 45′ 42″ O | Sprengel 1, Grabhügel  | Flach mit verwaschenem Rand, Mitte durch Eingrabungen und Kaninchenbaue abgeplattet, Durchmesser ca. 17 m und Höhe ca. 0,5 m.                                       | 34820508 | BW   |
| 53° 3′ 13″ N, 9° 45′ 43″ O | Sprengel 2, Grabhügel  | Verwaschen, im Norden abgesetzte und im Süden auslaufende Ränder, Durchmesser ca. 9 m und Höhe ca. 0,3 m. Im Ostteil zwei große Findlinge.                          | 34820509 | BW   |
| 53° 5′ 22″ N, 9° 43′ 34″ O | Sprengel 21, Grabhügel | Schwach gewölbt mit sanft auslaufendem Rand, Durchmesser ca. 21 m und Höhe ca. 1 m.                                                                                 | 34821040 | BW   |
| 53° 2′ 37″ N, 9° 46′ 43″ O | Sprengel 24, Grabhügel | Mit flacher Kuppe und verwaschenen Rändern. An der Oberfläche tiefe Pflanzfurchen, Durchmesser ca. 13 m und Höhe ca. 0,4 m.                                         | 34821101 | BW   |
| 53° 3′ 55″ N, 9° 45′ 1″ O  | Sprengel 28, Grabhügel | Rundlich mit abgeplatteter Oberfläche und alten Eindellungen, Durchmesser ca. 15 m und Höhe ca. 0,4 m.                                                              | 34821255 | BW   |
| 53° 4′ 16″ N, 9° 45′ 28″ O | Sprengel 36, Grabhügel | Ebenmäßig gewölbt mit sanft abfallendem, gut abgesetztem Rand, Durchmesser ca. 18 m und Höhe ca. 1,1 m.                                                             | 34821445 | BW   |
| 53° 4′ 17″ N, 9° 45′ 16″ O | Sprengel 37, Grabhügel | Mit abgeplatteter Mitte und flach auslaufenden Rändern, Durchmesser ca. 15 m und Höhe ca. 0,6 m.                                                                    | 34821446 | BW   |
| 53° 4′ 16″ N, 9° 45′ 15″ O | Sprengel 38, Grabhügel | Oval, verwaschen mit flach auslaufendem Rand, Größe ca. 16 × 11 m (Ost-West gerichtet) und Höhe ca. 0,6 m.                                                          | 34821447 | BW   |
| 53° 5′ 4″ N, 9° 43′ 27″ O  | Sprengel 48, Grabhügel | | 34821636 | BW   |
| 53° 5′ 2″ N, 9° 43′ 24″ O  | Sprengel 50, Grabhügel | Abgeflachte Oberfläche und einzelnen muldenartigen Eintiefungen, Durchmesser ca. 21 m und Höhe ca. 0,8 m. Rand abgesetzt.                                           | 34821713 | BW   |
| 53° 5′ 0″ N, 9° 43′ 21″ O  | Sprengel 51, Grabhügel | Leicht oval und schwach gewölbt mit allmählich auslaufendem Rand, 16 × 19 m (Nordwest-Südost gerichtet) und Höhe ca. 1 m. Quer verlaufen rinnenartige Eintiefungen. | 34821714 | BW   |
| 53° 4′ 57″ N, 9° 43′ 18″ O | Sprengel 53, Grabhügel | Unregelmäßig gewölbt, nach Südosten flach auslaufend, Durchmesser ca. 12 m und Höhe ca. 0,4 m. Nordwestrand abgesetzt.                                              | 34821744 | BW   |
| 53° 4′ 56″ N, 9° 43′ 16″ O | Sprengel 54, Grabhügel | Ebenmäßig gewölbt mit sanft auslaufendem Rand, Durchmesser ca. 9 m und Höhe von ca. 0,4 m. Durch Graben und Wegespuren tief zerfurcht.                              | 34821745 | BW   |
| 53° 4′ 43″ N, 9° 44′ 2″ O  | Sprengel 55, Grabhügel | In der Mitte teilweise abgetragen und in der Oberfläche stark zerwühlt, Durchmesser ca. 9 m und Höhe ca. 0,3 m. Rand noch als verwaschener Wall erkennbar.          | 34821746 | BW   |
| 53° 4′ 16″ N, 9° 45′ 16″ O | Sprengel 60, Grabhügel | Gleichmäßig gewölbt mit abgesetzten Rändern, Durchmesser ca. 10 m und Höhe ca. 0,3 m.                                                                               | 34821941 | BW   |
| 53° 4′ 16″ N, 9° 45′ 30″ O | Sprengel 62, Grabhügel | Deutlich gewölbt mit flach auslaufendem Rand, Durchmesser ca. 8 m und Höhe ca. 0,3 m.                                                                               | 34821967 | BW   |
| 53° 4′ 17″ N, 9° 45′ 30″ O | Sprengel 63, Grabhügel | Unregelmäßig gewölbte, im Norden durch Weg leicht angeschnitten, Durchmesser ca. 10 m und Höhe ca. 0,6 m.                                                           | 34821968 | BW   |
| 53° 5′ 21″ N, 9° 43′ 36″ O | Sprengel 67, Grabhügel | Annähernd rund, leicht verwaschen mit Einkuhlungen, Durchmesser ca. 15 m und Höhe bis 0,5 m.                                                                        | 34822145 | BW   |